# RENO-Experiment
Das RENO-Experiment (Akronym für englisch Reactor Experiment for Neutrino Oscillation) ist ein Neutrinoexperiment in Südkorea zur Messung des letzten noch unbekannten Neutrinomischungswinkel θ13. Das Experiment befindet sich in Yeonggwang in der Provinz Jeollanam-do im Südwesten der koreanischen Halbinsel und wird von einer Forschungsgruppe betrieben, der Wissenschaftler verschiedener koreanischer Universitäten angehören. Der Mischungswinkel wird indirekt bestimmt, indem ein Defizit von detektierten Antineutrinos gemessen wird, die von dem nahegelegenen Kernkraftwerk Yeonggwang produziert werden.
Am 3. April 2012, mit Korrekturen am 8. April, veröffentlichte die RENO-Gruppe eine Arbeit, worin mit einer Signifikanz von 4,9 Standardabweichungen ein von Null verschiedener Mischungswinkel θ13 bestimmt wurde:
{\displaystyle \sin ^{2}2\theta _{13}=0{,}113\pm 0{,}023}
RENO bestätigte mit diesem Ergebnis die wenige Wochen zuvor veröffentlichte Messung des Daya-Bay-Experiments sowie frühere, allerdings statistisch noch nicht signifikante Ergebnisse von T2K, MINOS und Double-Chooz.
Leitender Wissenschaftler ist Soo-Bong Kim.